# Asphodeline
Asphodeline is een geslacht van vaste planten uit de affodilfamilie (Asphodelaceae). Er zijn waarschijnlijk ruim een dozijn soorten, die in het wild vooral in het Middellandse Zeegebied voorkomen, maar ook tot in de Kaukasus. In Nederland is het geslacht vooral bekend als tuinplant. Er zijn winterharde, overblijvende soorten. De bladeren zijn lange en smal en de bloemstengels zijn ongeveer 80 cm hoog.

## Kweek
Vanwege de Mediterrane oorsprong hebben deze planten veel zon nodig (zeven uur per dag). Een rotsachtige, goed doorlatende grond is optimaal. Op te vochtige grond rot de plant snel weg.
Strenge winters kunnen fataal zijn. Daarom dient de plant in de winter met stro of ander warmteabsorberend materiaal te worden bedekt.

## Soorten
Een selectie van soorten:
- Gele affodil (Asphodeline lutea): tot 1 m hoog, driehoekige bladeren, geelgroene bloemen in dichte trossen van april tot mei.
- Asphodeline taurica: lijkt veel op bovenstaande, maar witte bloemen.

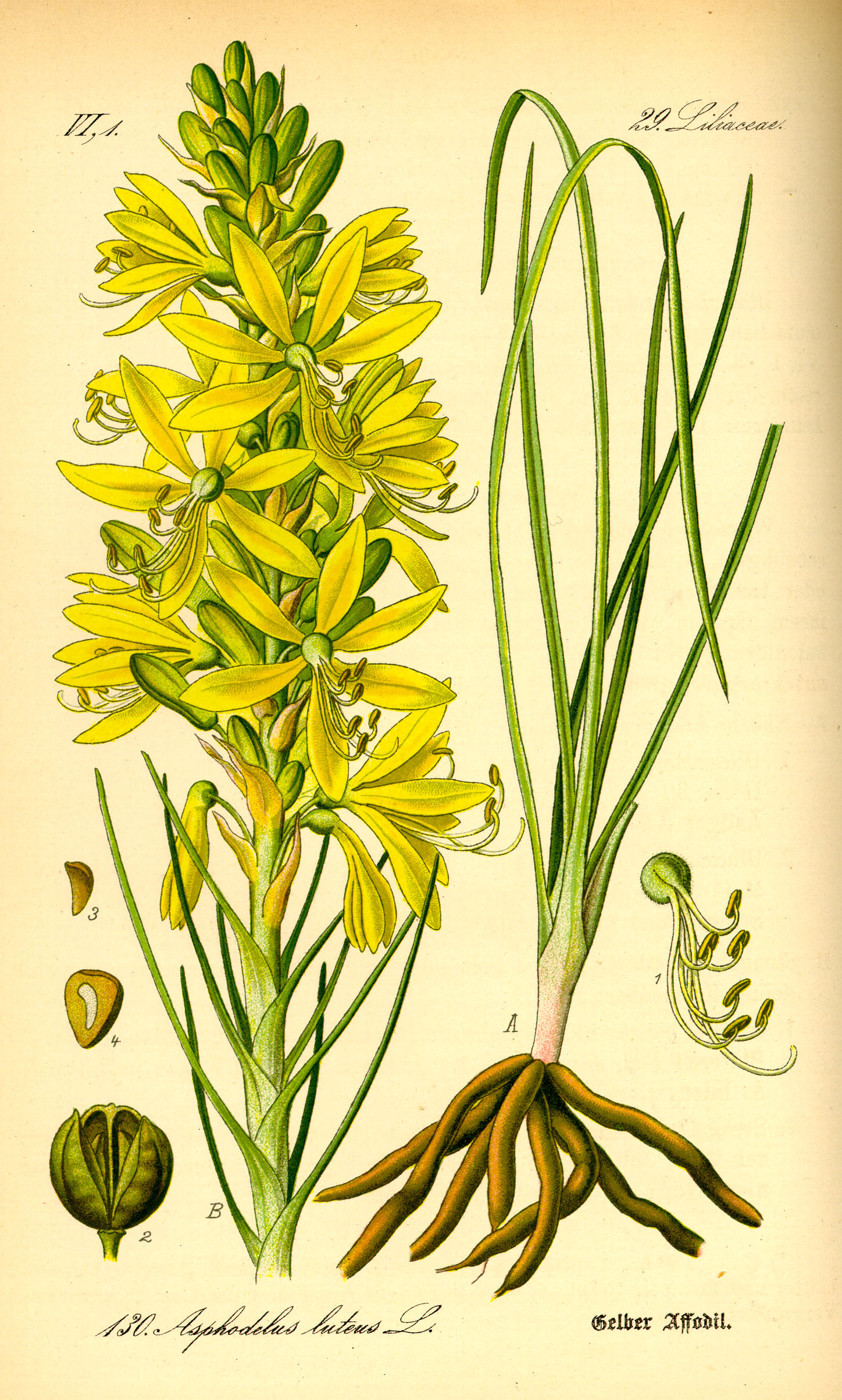
Asphodeline lutea
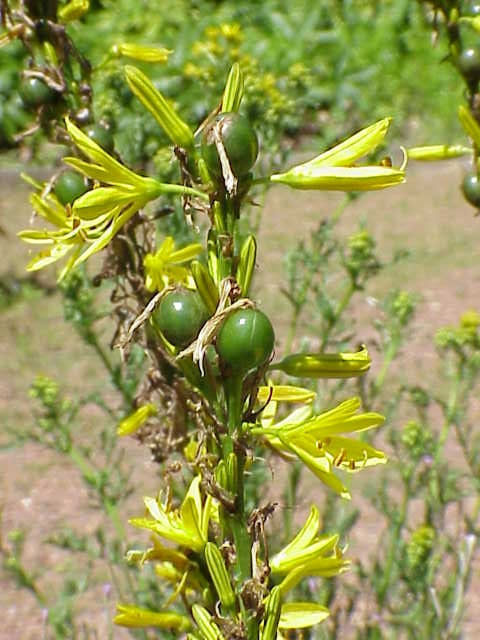
Asphodeline lutea
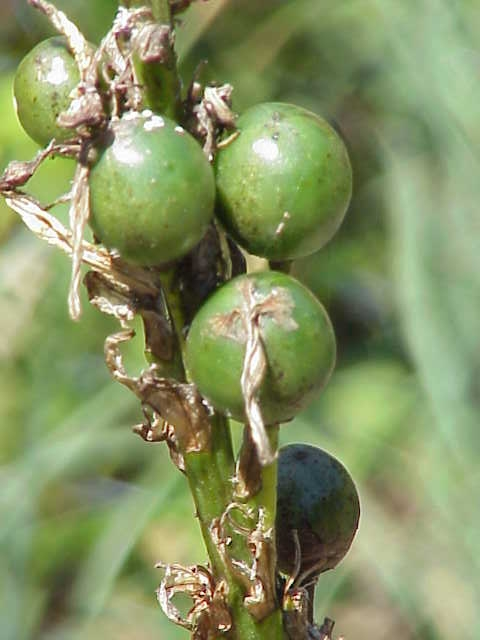
Asphodeline lutea
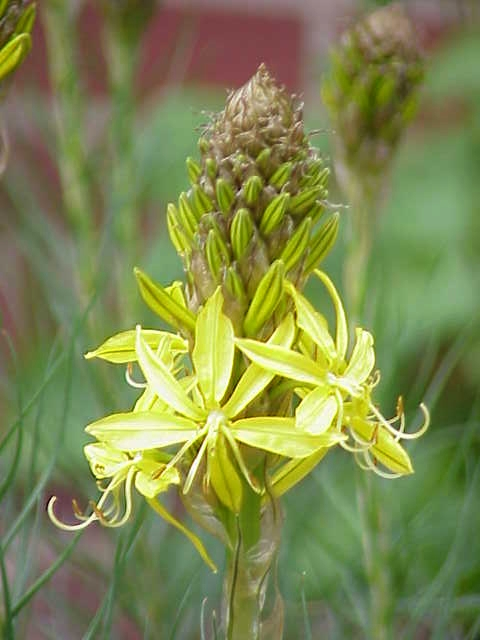
Asphodeline taurica